# Марена іспанська
Марена іспанська (Luciobarbus comizo) — вид коропоподібних риб родини коропових (Cyprinidae).

## Опис
Риба завдовжки до 80 см (переважно не більше 50 см). Колір дуже мінливий. Темна спина, від зеленувато-бурого до зеленувато-сірого кольору, боки світліші, блискучі сріблясті. Живіт білуватий.

## Поширення
Прісноводний вид. Ендемік басейнів річок Тежу та Гвадіана в Іспанії та Португалії. Вимер у річці Гвадалквівір. Місце його проживання — глибокі та майже стоячі води з рясною водною рослинністю.

## Спосіб життя
Харчується донними тваринами (хробаками, ракоподібними, молюсками), ікрою та рослинами. Нерест проходить з квітня по червень на неглибоких гравійних заплавах з сильною течією.

## Охорона
На більшій частині ареалу стан природних популяцій виду залишається нестабільним. В ряді регіонів спостерігається тенденція до зниження чисельності популяції виду. Тому марена іспанська, згідно з Червоним списком МСОП, отримала охоронну категорію «уразливий вид». Крім того, вона занесена до Директиви Європейського Союзу 92/43/ЄС «Про збереження природних оселищ та видів природної фауни і флори» (Додаток II. Види рослин і тварин, що становлять особливий інтерес для Європейського Союзу, збереження яких потребує створення територій особливої охорони).